# W Scuti
W Scuti är en förmörkelsevariabel Algol-typ (EA/DM) i stjärnbilden Skölden.
Stjärnan varierar mellan visuell magnitud +9,927 och 10,57 med en period av 10,2703 dygn.